# Вльора (округ)
Вльора (алб. Rrethi i Vlorës) — один з 36 округів Албанії, розташований на південному заході країни.
Округ займає територію 1609 км² і відноситься до області Вльора. Адміністративний центр — місто Вльора.

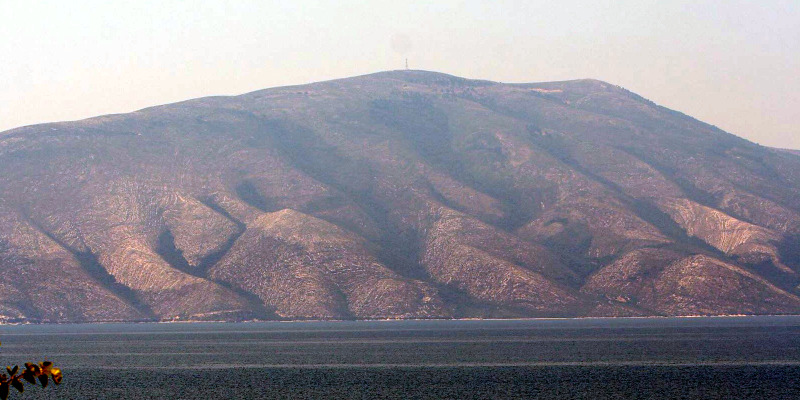
Полуострів Карабурун

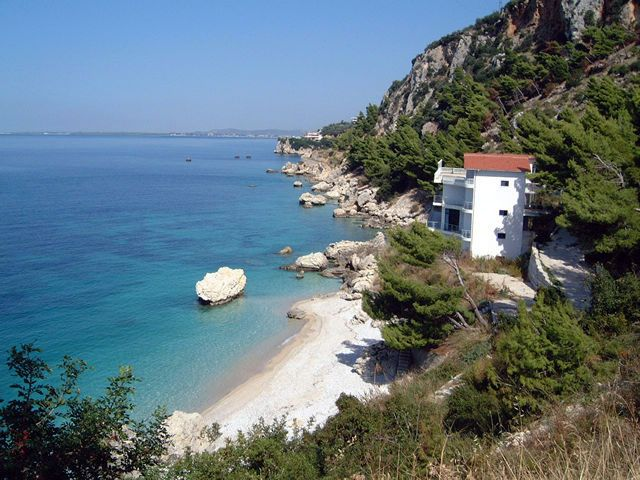
Узбережжя у м. Вльора

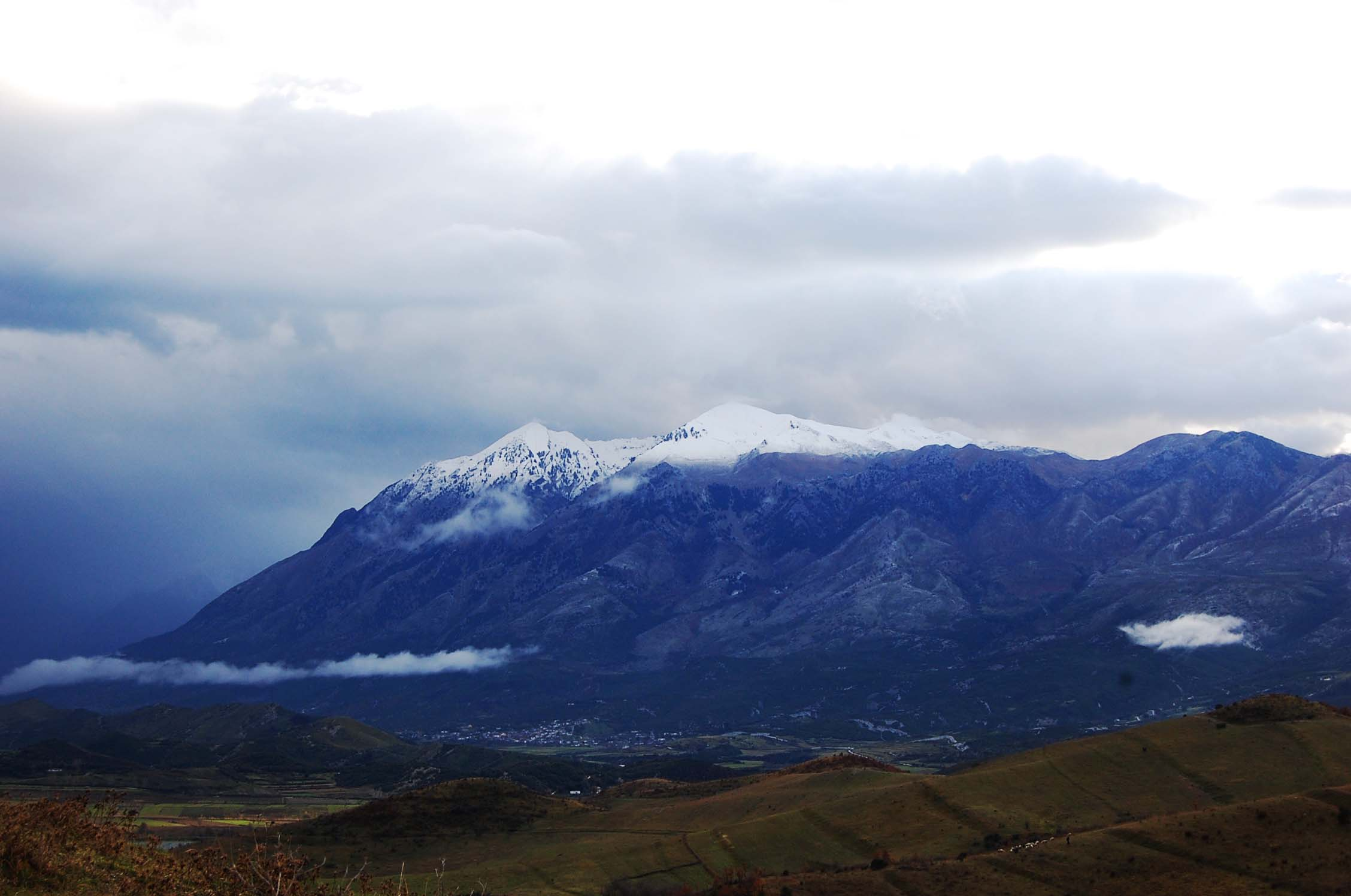
Долина річки Шушиця

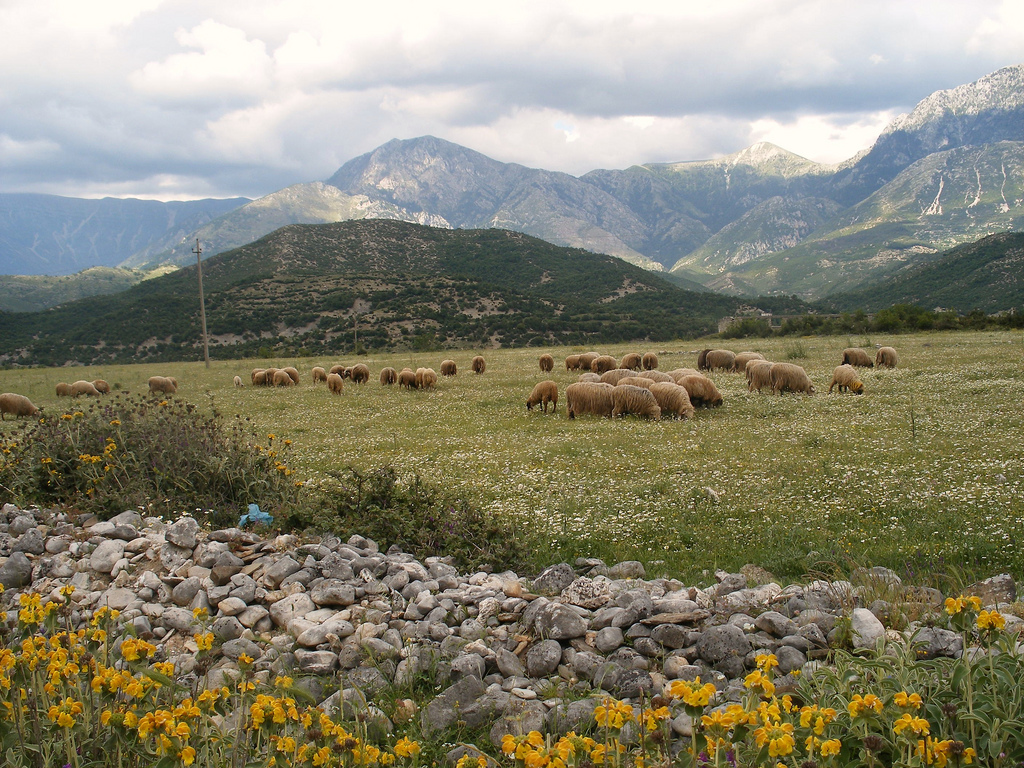
Пасовища округу Вльора

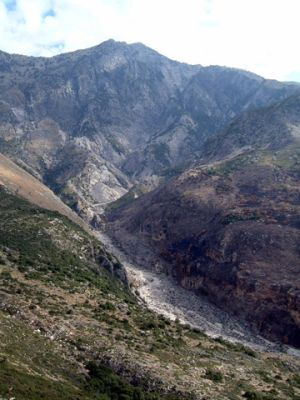
Хребет Чіка — 2045м

## Географічне положення
Округ Вльора розташований на південному заході країни, його північна частина знаходиться на узбережжі Адріатичного моря, а південна, відома під назвою Албанська Рив'єра, на узбережжі Іонічного моря. Північне узбережжя Адріатики складається з алювіальних відкладень річки Вьоса, що утворює природний кордон з округом Фієри і перехід до обширної рівнини Мюзеке в Центральній Албанії. На південь від річки Вьоса розташоване лагунне озеро Нарта (4180 га), половина території якої використовується для видобутку солі.
Далі на південь Нарта триває затокою Вльора, оточеним пагорбами і горами, за винятком його північної частини. Біля входу в затоку лежить острів сазанами. Ще південніше за ним розташований півострів Карабурун, довжиною майже 15 км, західний край якого, мис Kepi i Gjuhëzës, обмежує протоку Отранто і відокремлює Адріатичне море від Іонічного. Узбережжя Італії розділяє з Албанією всього 70 км.
На стрімчасте узбережжі Іонічного моря можна потрапити тільки через Ллогарський перевал на висоті 1050 м. Півострів Карабурун і Рив'єра є посушливими, практично безводними територіями. На північ від Хімари, центрального пункту Рив'єри, видно виразні сліди ерозії ґрунту. Комуна Хімара включає в себе кілька сіл на узбережжі: Palasa, Дхермі / Дермі (Dhërmi), Vuno, Pilur і Qeparo, розташовані, здебільшого, в парі сотень метрів над берегом. Скелі гір Mali Kanalit на узбережжі Іонічного моря прямовисно виростають прямо з моря і досягають в районі хребта Чика висоти 2045 м, це найвища точка округу. Територія навколо Ллогарського перевалу є заповідником: на північній стороні перевалу ростуть хвойні ліси, а навколо перевалу — численні, химерно вигнуті вітром пінії.
За цієї гірської ланцюгом простяглася долина річки Шушіца, що бере свій початок на південному сході округу і впадає на північному кордоні округу в річку Вьоса. На півдні Шушіца з обох сторін затиснута високими горами. У середній течії річки гори переходять в пагорби, що визначають ландшафт внутрішньої частини округу Вльора. Рівнини є тільки уздовж річки Вьоса і навколо міста Селеніца. В районі Селеніци вже впродовж багатьох століть видобувається бітум. Пагорби навколо Влёри засаджені оливковими і цитрусовими деревами.

## Населення
Велика частина населення округу проживає в місті Вльора, одному з найбільших міст Албанії. Близько 10% населення відносяться до етнічних меншин. У Хімарі живуть греки, на території округу є також арумуни і цигани. 40% населення сповідує православ'я, 40% — мусульмани, 15% з них — бекташи.

## Економіка і промисловість
У порівнянні з багатьма іншими округами Албанії економіка Вльори досить різноманітна. Вльора є великим торговим центром, тут є невеликий порт, а влітку сюди з'їжджаються численні відпочивальники. Розвиток туризму в окрузі спричинив до будівництва в затоці Вльора, на південь від міста, численних готелів.
Вльора, Хімара і деякі інші албанські села на узбережжі Албанської Рів'єри переживають останнім часом туристичний бум.
У 90-і роки XX століття ця частина країни особливо постраждала від міграції населення. Ночами катери перевозили біженців і наркотики до берегів Італії.
Населення внутрішньої частини округу займається сільським господарством. В Селеніке видобуваєть бітум який використовують для виробництва асфальту також і за межами Албанії. В районі Нартов добувають сіль, під Вльорою є невелике підприємство рибної промисловості.

## Транспорт
Дороги в місті Вльора не в дуже хорошому стані. Будується дорога з Фієри в Центральній Албанії під Вльору, а також нова дорога до Південної Албанію по північній границі округу вздовж річки Вьоса. Дорога в Хімару через Ллогарський перевал частково реконструйована, але залишилася як і раніше вузькою і буяє серпантинами.
Порт в даний час не грає великої ролі. В італійський місто Бриндізі ходять пороми, а рух товарних судів обмежена. Після завершення будівництва газопроводу з болгарського міста Варна на Чорному морі ситуація може змінитися. Влітку в Хімарі, Саранді і на Корфу ходять катери на повітряних крилах.
Вльора — кінцева станція однією з гілок албанської залізниці. Одна з перших залізниць в країні з'єднувала порт Вльори з бітумним заводом в Селеніке. Тепер ця дорога зруйнована.

## Адміністративний поділ
До округу Вльора входять 4 міста: Вльора, Хімара, Орікум, Селеніца і 9 комун: Армені, Братаі, Horë-Vranisht, Кота, Новоселя, Qendër, Севастері, Шушіца, Влахіна.

## Туризм
Округ Вльора приваблює туристів своїми пляжами, історичними місцями та гастрономією. Міста, такі як Саранда, Гімара та Ксаміль, відомі своїми курортами та природними красотами.

## Природні памятки
- Національний парк Бутрінт: об'єкт Світової спадщини ЮНЕСКО з археологічними розкопками.
- Джерело Блакитне око (Syri i Kaltër): відоме своїми кришталево чистими водами.

- Острів Сазан та морський парк Карабурун-Сазан: популярні серед туристів для екскурсій та дайвінгу.